# Мабиногион
Мабиногион је збирка најранијих велшких прозних прича, састављена на средњовелшком језику у 12−13. веку, на основу старијих усмених традиција. Постоје два главна изворна рукописа, настала око 1350–1410. године, као и неколико ранијих фрагмената. Често укључиван у шири митолошки корпус познат као Matter of Britain, Мабиногион се састоји од једанаест прича различитих жанрова — нудећи драму, филозофију, романтику, трагедију, фантастику и хумор. Строго гледано, Четири гране Мабиногија чине главну повезану целину прича, али уз њих иде и још седам других, међу којима се налазе: херојска потрага у причи „Килхух и Олвена”, историјска легенда са призорима из далеке прошлости у причи „Лид и Левелис”, као и приче у којима се појављује сасвим другачији краљ Артур од оног познатијег из касније популарне традиције.
Приче су настајале и мењале се под утицајем разних приповедача током веома дугог временског периода. Од 18. века, научници су претежно посматрали ове приче као фрагментарне остатке предхришћанске келтске митологије, или као народне приче. Од 1970-их година, проучавање заједничке структуре радње, карактеризације и стила језика, нарочито у Четири гране Мабиногија, довело је до новог разумевања целовитости ових прича. Данас се сматрају сложеном наративном традицијом — како усменом, тако и писаном — са коренима у усменом приповедању и англо-француским утицајима.
Прве модерне публикације ових прича били су енглески преводи које је урадио Вилијам Овен Пју — неколико прича објављено је у часописима 1795, 1821. и 1829. године, и тада се по први пут појављује назив Мабиногион. У периоду 1838–1845, леди Шарлот Гест је први пут објавила целокупну збирку у форми у којој је данас позната, двојезично — на велшком и енглеском — чиме је популарисала сам назив. Њен каснији превод из 1877. године, објављен у једном тому, показао се веома утицајним и још увек се активно чита.
Ове приче и даље инспиришу прозу, драмске адаптације, визуелну уметност, музику и научна истраживања — од раних интерпретација Еванџелин Волтон из 1936. године, преко Силмарилиона Џ. Р. Р. Толкина, па све до песме „Rhiannon” групе Fleetwood Mac из 1975. године.